# Thalassodes interalbata
Thalassodes interalbata là một loài bướm đêm trong họ Geometridae.